# UTC+5:45
| Ora standard (tot anul) Ora standard (iarna din emisfera nordică) Ora standard (iarna din emisfera sudică) | Regiune maritimă în acest fus orar Ora de vară (vara din emisfera nordică) Ora de vară (vara din emisfera sudică) |

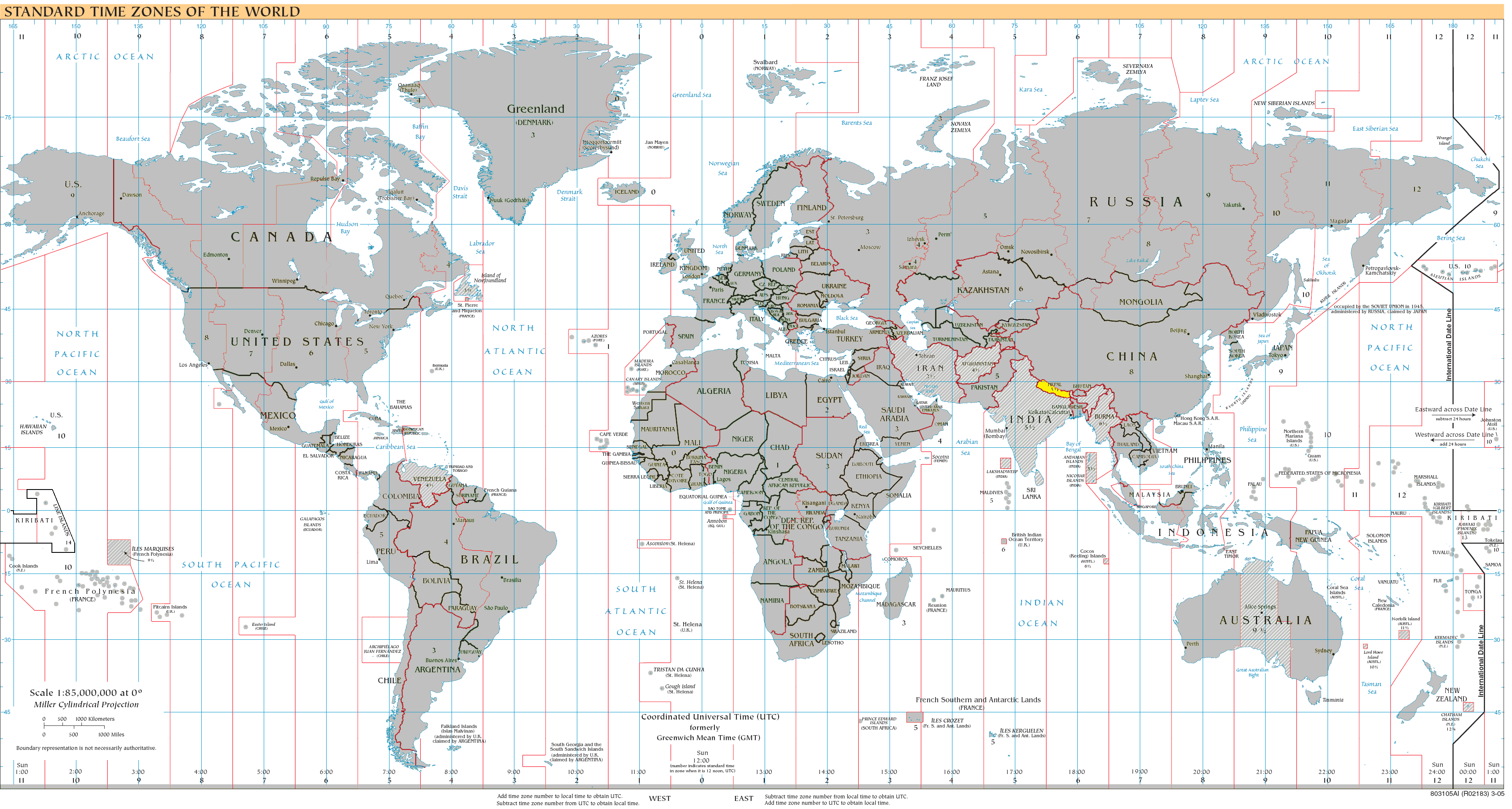
Utilizarea fusului orar UTC+5:45:

UTC+5:45 este un fus orar aflat cu 5 ore și 45 minute înainte UTC. UTC+5:45 este folosit în următoarele țări și teritorii:

## Ora standard (tot anul)
- Nepal

Nepal este singura țară care folosește acest fus orar. UTC+5:45h este folosită în Nepal din 1986. Este o aproximație de timpul solar de Kathmandu, capitala țării, care este 5:41:16 înainte fusul UTC. Înainte de 1986 se folosea Ora de Kathmandu (UTC+5:40).